# Ácido mevalónico
O ácido mevalónico é um composto orgânico importante em bioquímica. O anião do ácido mevalónico, a forma predominante em meios biológicos, é conhecido como mevalonato.

## Química
O ácido mevalónico é muito solúvel em água e em solventes orgânicos polares. Existe em equilíbrio com a lactona, designada DL-mevalolactona ou mevalonolactona, formada por condensação interna dos seus grupos funcionais terminais álcool e ácido carboxílico.

## Biologia
O ácido mevalónico é um precursor na via biossintética conhecida como via do mevalonato, a qual produz terpenos e esteróides. O mevalonato é o precursor primário do pirofosfato de isopentenilo (PIP), que é por sua vez a base de todos os terpenóides. É um composto quiral, e o enantiómero 3R é o único com actividade biológica.

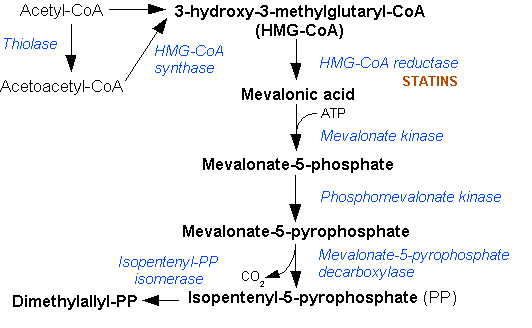
Via do mevalonato